# Dennis Wilshaw
Dennis Wilshaw (Stoke-on-Trent, Inglaterra; 11 de marzo de 1926 – ibidem; 10 de mayo de 2004) fue un futbolista inglés que jugaba en la posición de delantero.

## Carrera

### Club
Inició su carrera con el Wolverhampton Wanderers FC luego de que lo vieran anotar 10 goles con el equipo juvenil Packmoor Boys' Club en la victoria de su equipo por 16-0. Su debut fue el 12 de marzo de 1949, anotando un hat-trick ante el Newcastle United, y en esa temporada anotó 10 goles en 11 partidos, pero fue cedido dos temporadas a préstamo cono el Walsall FC donde anotó 27 goles en 74 partidos. Con el Wolverhampton jugó 11 temporadas en la llamada era dorada donde vencieron a equipos como Spartak Moscow, Dynamo Moscow, Valencia, Honvéd and Real Madrid. En el club anotó 105 goles en 211 partidos y llevó al club al título de liga en 1953.
En 1957 regresa a su ciudad natal y juega con el Stoke City FC en el que está de 1957 hasta su retiro en 1961 anotando 41 goles en 97 partidos.

### Selección nacional
Jugó para Inglaterra de 1953 a 1957 donde anotó 10 goles en 12 partidos, incluyendo dos en su debut el 10 de octubre de 1953 ante Gales, uno en el mundial de Suiza 1954 en la victoria por 2-0 ante el anfitrión y cuatro a Escocia la victoria por 7-2 en Wembley Stadium.
Su último partido internacional fue ante Irlanda del Norte en 1957 en un empate 1-1. Con Inglaterra ganó la British Home Championship en tres ocasiones.

## Tras el retiro
Al retirarse fue reclutador del Stoke City FC y fue certificado como psicólogo y entrenador por The Football Association, posteriormente pasó a ser profesor de escuela y más adelante director de la escuela de su natal Stoke-on-Trent. Después se uniría a la Social and Community Studies en el departamento de educación. Muere en Stoke-on-Trent a los 78 años por un paro cardiaco.

## Logros

### Club
- Football League First Division: 1953–54

### Selección nacional
- British Home Championship: 1955, 1956, 1957